# Wilhelm Bauck
Wilhelm Bauck   (Göteborg, 13 de desembre de 1808 - ciutat d'Estocolm, 8 d'octubre de 1877) fou un musicògraf i compositor suec.
Va ser professor d'història de la música i estètica musical del conservatori d'Estocolm. Va dirigir el diari musical Ny Tidningtor Musik. i publicà: Manual de la història de la música, Tractat universal de la música per a ús dels compositors i Tractat teòric pràctic de modulació.